# Periseius hammeni
Periseius hammeni är en spindeldjursart som först beskrevs av Womersley 1961.  Periseius hammeni ingår i släktet Periseius och familjen Ologamasidae. Inga underarter finns listade i Catalogue of Life.